# Vårt fäste i all nöd är Gud
Vårt fäste i all nöd är Gud är en gammal psalm av Martin Luther från 1528, översatt av Olov Hartman 1977. Med tanke på psalmens upphovstid bör den finnas med i 1694 års psalmbok, men då under annan titelrad.
Melodin är komponerad av Martin Luther och används till den mer kända psalmen Vår Gud är oss en väldig borg, tryckt 1529 i Geistliche Lieder.

## Publicerad som
- Nr 828 i Psalmer & visor 76/82 under rubriken "Tillsammans i världen".
- Nr 529 i Psalmer och Sånger 1987 under rubriken "Den helige Stefanus dag" eller "Annandag jul".[1]
- Nr 477 i Den svenska psalmboken 1986 under rubriken "Den helige Stefanus dag".